# أمين بوعناني
أمين بوعناني (مواليد 17 أكتوبر 1997) هو عداء جزائري متخصص في سباقات 110 متر حواجز، حصل على الميدالية الذهبية في دورة الألعاب الأفريقية 2019، وهو صاحب الرقم القياسي الجزائري في سباق 110 متر حواجز بزمن قدره 13:37 ثانية.

## وصلات خارجية
- أمين بوعناني على موقع الاتحاد الدولي لألعاب القوى (الإنجليزية)
- أمين بوعناني على موقع أوليمبيديا (الإنجليزية)